# Identidade por descendência
Um segmento de DNA é idêntico por estado (IPE) em dois ou mais indivíduos se eles tiverem sequências de nucleotídeos idênticas neste segmento. Um segmento IPE é idêntico por descendência (IPD) em dois ou mais indivíduos se o tiverem herdado de um ancestral comum sem recombinação, ou seja, o segmento tem a mesma origem ancestral nestes indivíduos. Os segmentos de DNA que são IPD são IPE por definição, mas os segmentos que não são IPD ainda podem ser IPE devido às mesmas mutações em diferentes indivíduos ou recombinações que não alteram o segmento.

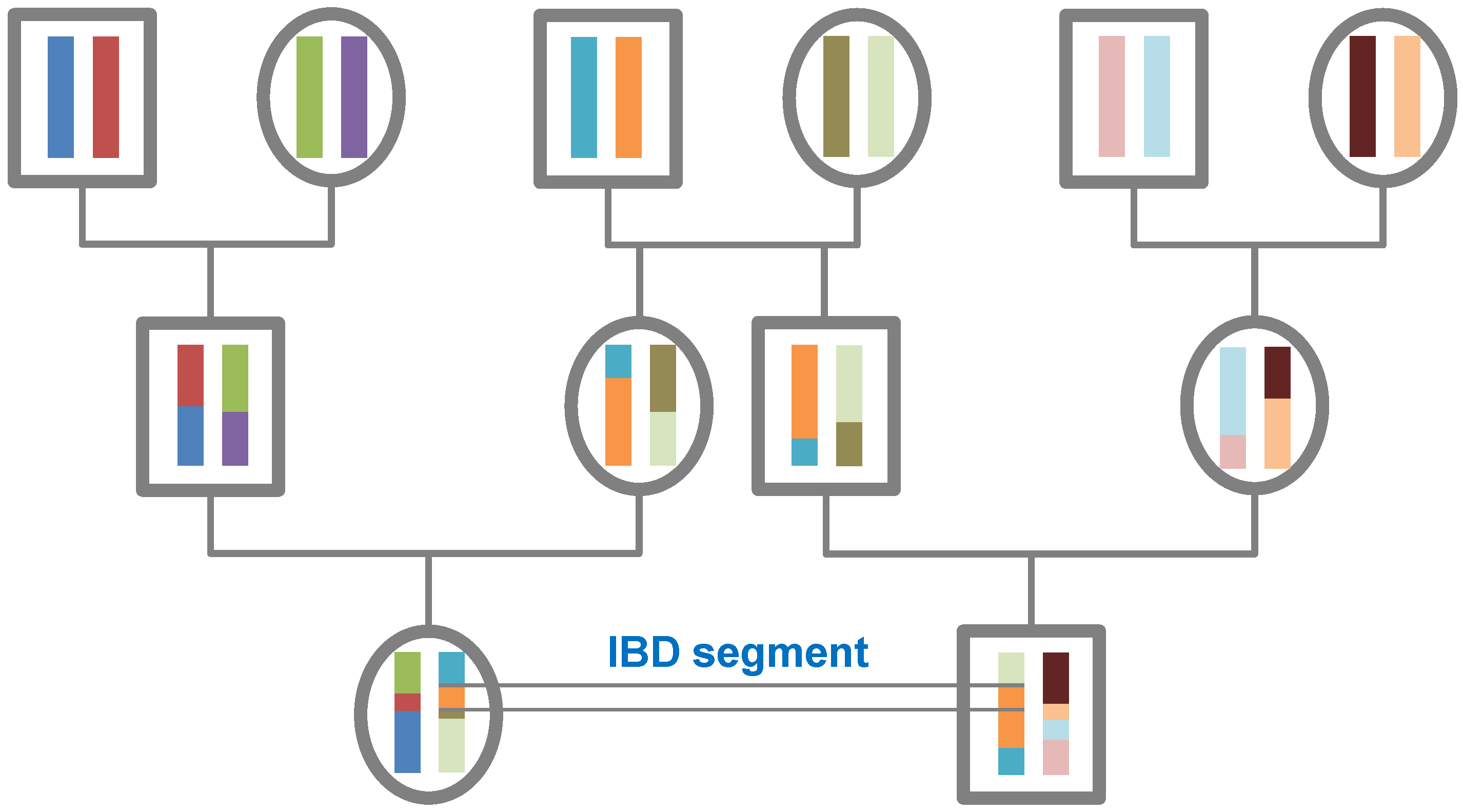
A origem dos segmentos da IPD é representada por meio de um pedigree.

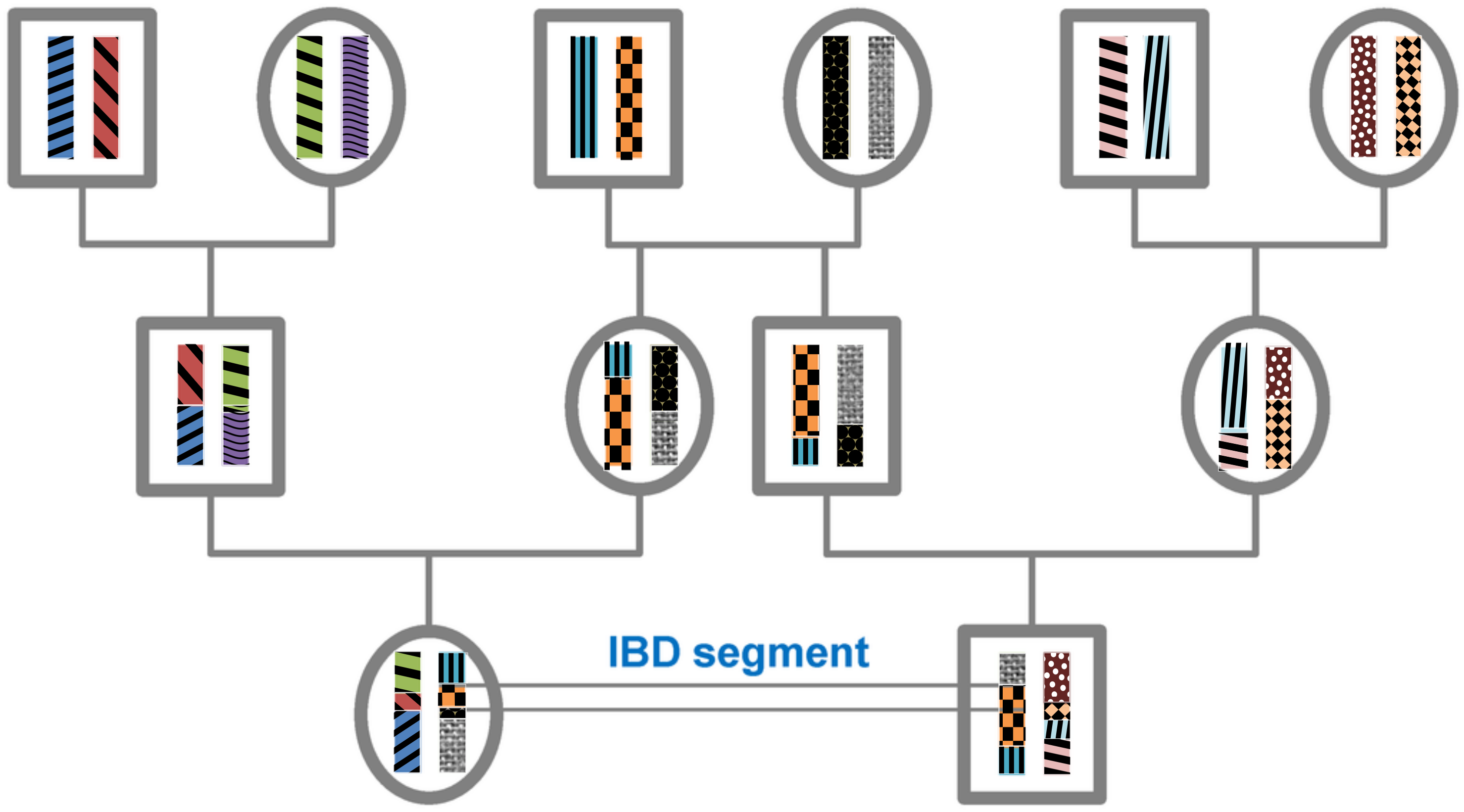
Uma versão para daltônicos desta imagem.

## Teoria
Todos os indivíduos numa população finita estão relacionados se forem rastreados há tempo suficiente e irão, portanto, partilhar segmentos dos seus genomas com IPD. Durante a meiose, segmentos da IPD são quebrados por recombinação. Portanto, o comprimento esperado de um segmento IPD depende do número de gerações desde o ancestral comum mais recente no locus do segmento. O comprimento dos segmentos de IPD que resultam de um ancestral comum n gerações no passado (envolvendo, portanto, 2n meiose) é distribuído exponencialmente com média 1/(2n) Morgans (M).  O número esperado de segmentos IPD diminui com o número de gerações desde o ancestral comum neste locus. Para um segmento específico de DNA, a probabilidade de ser IPD diminui em 2−2n, pois em cada meiose a probabilidade de transmitir esse segmento é 1/2. 

## Usos
Os segmentos IPD identificados podem ser usados para uma ampla gama de finalidades. Conforme observado acima, a quantidade (comprimento e número) de compartilhamento de IPD depende das relações familiares entre os indivíduos testados. Portanto, uma aplicação da detecção do segmento IPD é quantificar o parentesco.     A medição do parentesco pode ser usada em genética forense,  mas também pode aumentar as informações no mapeamento de ligação genética   e ajudar a diminuir o viés por relacionamentos não documentados em estudos de associação padrão.   Outra aplicação do IPD é a imputação de genótipos e a inferência de fases de haplótipos.    Longos segmentos partilhados de IPD, que são divididos por regiões curtas, podem ser indicativos de erros de faseamento.  